# Tim Taylor (Eishockeyspieler, 1969)
Tim Taylor (* 6. Februar 1969 in Stratford, Ontario) ist ein ehemaliger kanadischer Eishockeyspieler und derzeitiger -scout, der im Verlauf seiner aktiven Karriere zwischen 1986 und 2007 unter anderem 835 Spiele für die Detroit Red Wings, Boston Bruins, New York Rangers und Tampa Bay Lightning in der National Hockey League auf der Position des Centers bestritten hat. Taylor gewann während seiner 13 Spielzeiten in der NHL insgesamt zweimal den Stanley Cup – im Jahr 1997 mit den Detroit Red Wings und im Jahr 2004 mit den Tampa Bay Lightning, deren sechster Mannschaftskapitän der Franchise-Geschichte er zwischen 2006 und 2008 war. Sein Bruder Chris war ebenfalls ein professioneller Eishockeyspieler. 

## Karriere
Tim Taylor begann seine Karriere als Eishockeyspieler bei den London Knights, für die er von 1986 bis 1989 in der kanadischen Top-Juniorenliga Ontario Hockey League aktiv war. In diesem Zeitraum wurde er im NHL Entry Draft 1988 in der zweiten Runde als insgesamt 36. Spieler von den Washington Capitals ausgewählt, für die er allerdings nie spielte. Stattdessen lief er von 1989 bis 1993 für deren Farmteam, die Baltimore Skipjacks, in der American Hockey League auf, ehe er am 29. Januar 1993 im Tausch für Eric Murano an die Vancouver Canucks abgegeben wurde, wobei er bis zum Saisonende erneut ausschließlich für deren AHL-Farmteam Hamilton Canucks auf dem Eis stand. Am 28. Juli 1993 erhielt Taylor als Free Agent einen Vertrag bei den Detroit Red Wings, für die er in der Saison 1993/94 sein Debüt in der National Hockey League gab, wobei er bei seinem einzigen Einsatz sein erstes Tor in der NHL erzielte. Die restliche Spielzeit verbrachte er in der AHL-Farmteam Adirondack Red Wings.
Von 1994 bis 1997 spielte Taylor drei weitere Jahre lang für die Detroit Red Wings, mit denen er in der Saison 1996/97 den prestigeträchtigen Stanley Cup gewann. Anschließend verbrachte er je zwei Spielzeiten bei den Boston Bruins und New York Rangers, ehe er am 30. Juni 2001 im Tausch für Kyle Freadrich und Nils Ekman zu den Tampa Bay Lightning transferiert wurde, mit denen er in der Saison 2003/04 zum zweiten Mal in seiner Laufbahn den Stanley Cup gewann. Während des Lockouts im folgenden Jahr pausierte der Kanadier mit dem Eishockey, ehe er anschließend weiter für die Lightning auflief. Im September 2006 wurde er zu deren Mannschaftskapitän ernannt. Dieses Amt füllte er in der Spielzeit 2006/07 aus. In der folgenden Sommerpause musste er sich jedoch aufgrund einer Hüftdysplasie einer Operation unterziehen, die ihn dazu zwang die gesamte Saison 2007/08 auszusetzen. Dennoch blieb er bis zu seinem Rücktritt im Sommer 2008 Kapitän der Lightning.
Seit Sommer 2011 ist Taylor als Director of Player Development und Scout bei den St. Louis Blues angestellt.

## Erfolge und Auszeichnungen
- 1994 AHL First All-Star Team
- 1994 John B. Sollenberger Trophy
- 1997 Stanley-Cup-Gewinn mit den Detroit Red Wings
- 2004 Stanley-Cup-Gewinn mit den Tampa Bay Lightning

## Karrierestatistik
(Legende zur Spielerstatistik: Sp oder GP = absolvierte Spiele; T oder G = erzielte Tore; V oder A = erzielte Assists; Pkt oder Pts = erzielte Scorerpunkte; SM oder PIM = erhaltene Strafminuten; +/− = Plus/Minus-Bilanz; PP = erzielte Überzahltore; SH = erzielte Unterzahltore; GW = erzielte Siegtore; 1 Play-downs/Relegation; Kursiv: Statistik nicht vollständig)